# Cendejas de la Torre
Cendejas de la Torre település Spanyolországban, Guadalajara tartományban. Cendejas de la Torre Baides, Villaseca de Henares, Matillas, Bujalaro, Cendejas de Enmedio és Viana de Jadraque községekkel határos. Lakosainak száma 24 fő (2024).

## Népesség
A település népessége az utóbbi években az alábbiak szerint változott:
| Lakosok száma | 85   | 69   | 65   | 45   | 41   | 33   | 27   | 24   | 24   | 24   |
|               | 2001 | 2004 | 2006 | 2009 | 2011 | 2014 | 2016 | 2019 | 2021 | 2024 |